# رودخانه نیمز
رودخانه نیمز (به انگلیسی: Nims (river)) رودخانه‌ای است که در آلمان جریان دارد.